# Toczek (kapelusz)

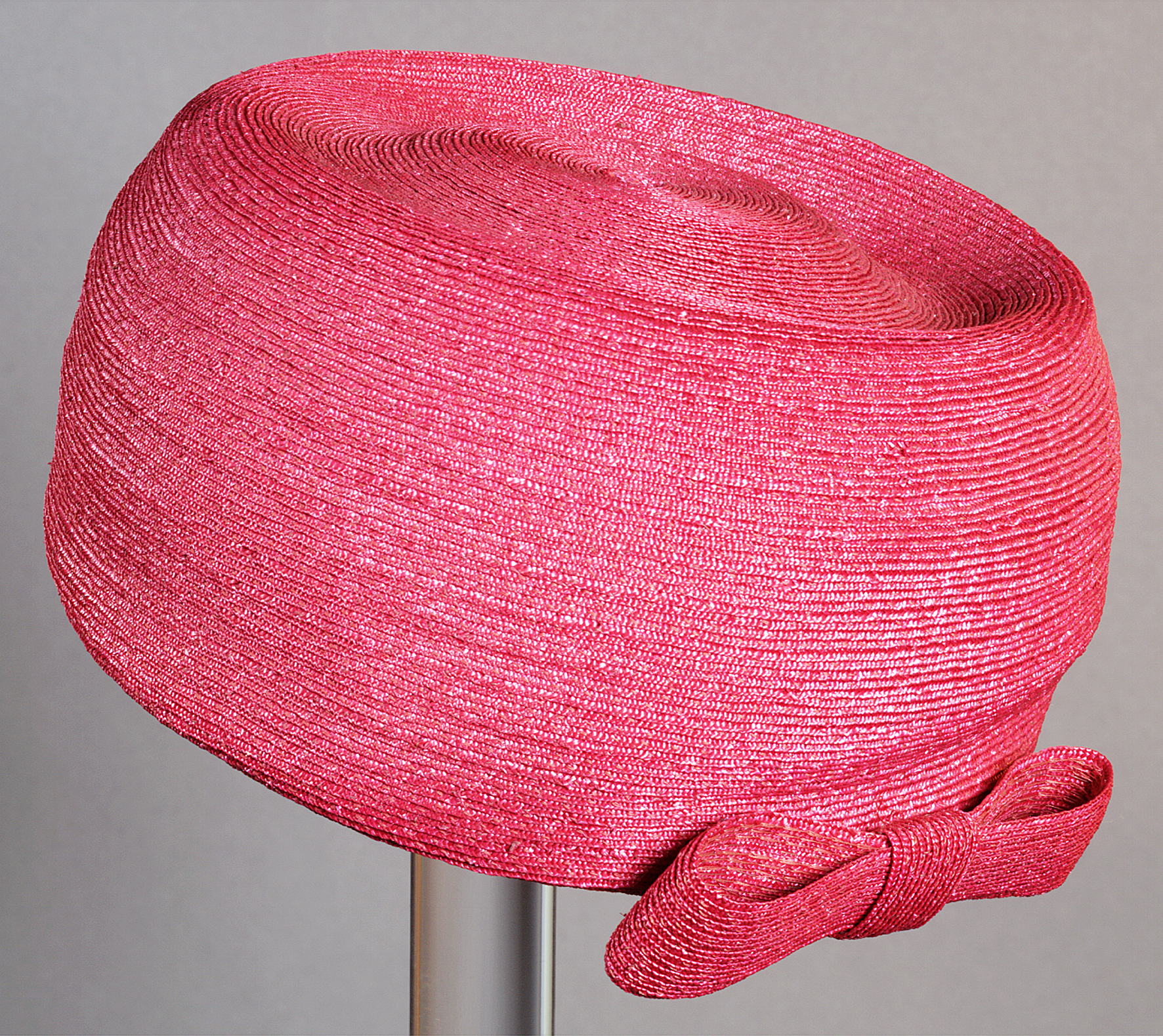
Współczesny damski toczek

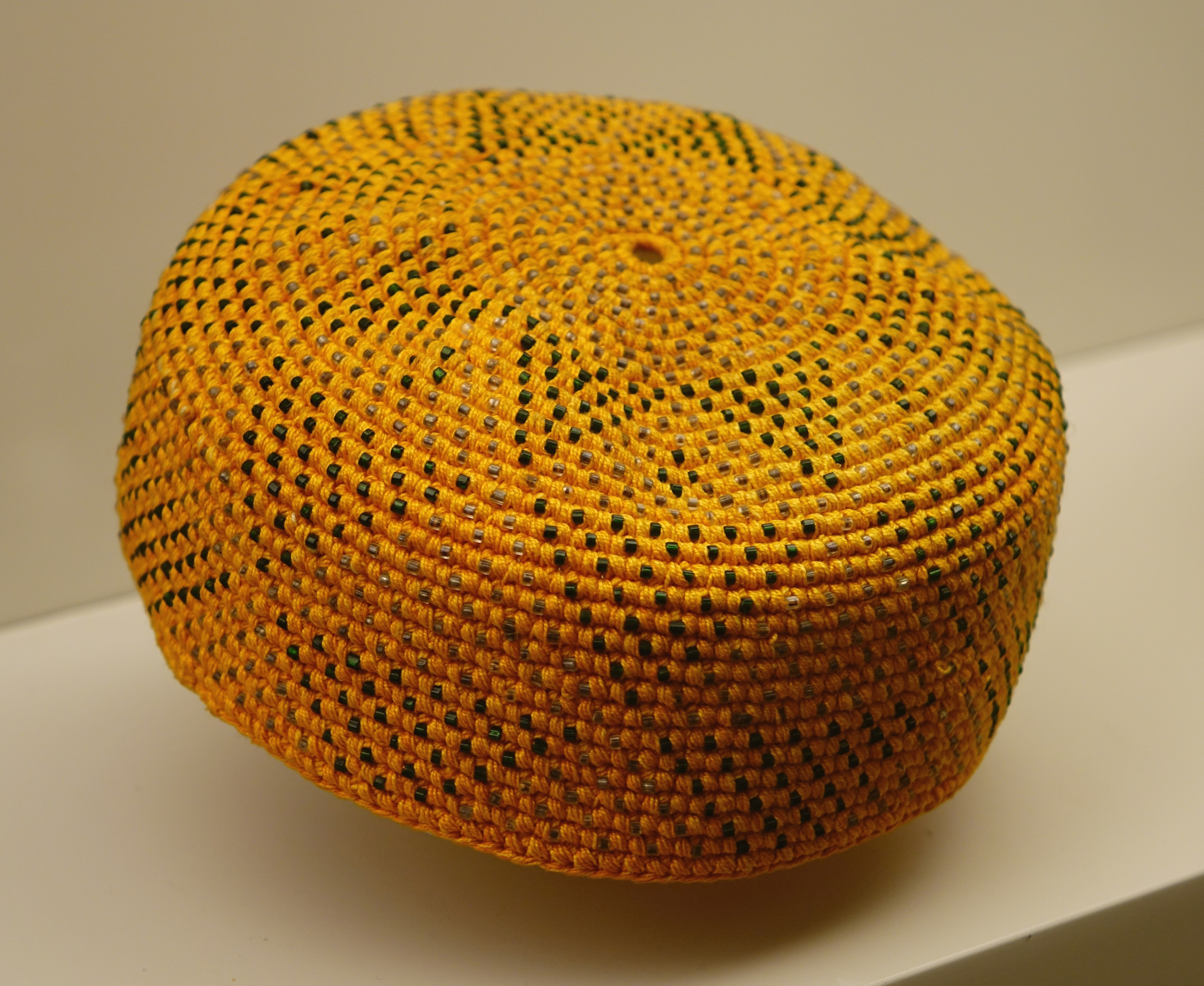
Męski afgański toczek

Toczek (tok) – rodzaj nakrycia głowy w kształcie niewielkiego kapelusza bez ronda. Wykonywany jest z filcu, słomki lub tkanin. Może być całkowicie pozbawiony ozdób lub zdobiony, np. piórami czy klamrami. 
Współcześnie najczęściej występujący jako element odzieży damskiej. Dawniej popularnie używany również przez mężczyzn (nazywany też tokiem) np. jako czapka hetmańska.

## Historia
Pierwotnie toczek był nakryciem głowy kobiet wzorowanym na męskim turbanie drapowanym z tkanin. Pojawił się w Europie na skutek wpływu ubiorów bliskowschodnich na modę europejską w XVI wieku. Największą popularność uzyskał w XVIII i na początku XIX w.  